# Unforgiven (2003)
Unforgiven (2003) foi um evento de luta profissional em formato pay-per-view produzido pela WWE e patrocinado pelo jogo eletrônico da Namco Soulcalibur II, que ocorreu em 21 de setembro de 2003, no Giant Center em Hershey, Pensilvânia. Este foi o quinto evento da cronologia do Unforgiven e o décimo pay-per-view de 2003 no calendário da WWE. Contou com a participação dos lutadores exclusivos do programa Raw.

## Resultados
| #                 | Resultados                                                                                                   | Estipulação                                                                             | Tempo |
| ----------------- | --- | --------------------------------------------------------------------------------------- | ----- |
| Sunday Night Heat | Maven derrotou Steven Richards (c/ Victoria)                                                                 | Luta individual                                                                         | 5:13  |
| 1                 | The Dudley Boyz (Bubba Ray e D-Von) derrotaram Rob Conway e La Résistance (Sylvain Grenier e René Duprée)(c) | Handicap Tables Match pelo World Tag Team Championship                                  | 6:56  |
| 2                 | Test (c/ Stacy Keibler) venceu Scott Steiner                                                                 | Luta individual                                                                         | 9:21  |
| 3                 | Randy Orton (c/ Ric Flair) derrotou Shawn Michaels                                                           | Luta individual                                                                         | 18:47 |
| 4                 | Trish Stratus e Lita derrotaram Molly Holly e Gail Kim                                                       | Luta de duplas                                                                          | 6:46  |
| 5                 | Kane venceu Shane McMahon                                                                                    | Last Man Standing Match                                                                 | 19:42 |
| 6                 | Christian(c) derrotou Chris Jericho e Rob Van Dam                                                            | Triple Threat match pelo Intercontinental Championship                                  | 19:03 |
| 7                 | Al Snow e Jonathan Coachman derrotaram Jim Ross e Jerry Lawler                                               | Se Al Snow e Jonathan Coachman vencessem teriam o direito de serem comentaristas do Raw | 8:16  |
| 8                 | Goldberg derrotou Triple H(c)                                                                                | Luta Carreira Vs. Título pelo World Heavyweight Championship                            | 14:57 |